# Акалкулия
Акалкулията от гръцки a означава „не“ и латински calculare, което означава „да броя“ е специфична невъзможност за смятане при наличието на нормално умствено развитие. Може да се получи в резултат на алексия или аграфия за цифри, а понякога от загуба на представната способност за числа и като следствие от моторните афазии.
Акалкулията се различава от дискалкулията по това, че при първата се получава по-късно през живота при наличие на неврологична травма като удар, докато дискалкулията е специфично разстройство в развитието, за първи път наблюдавано по време на придобиването на математическо познание.